# Carlos Camprubí Alcázar
Carlos Alfredo Camprubí Alcázar (Cuzco, 14 de agosto de 1914-Lima, 27 de abril de 1970) fue un economista e historiador peruano.

## Biografía
Hijo  de Antonio Camprubí Zamalloa y Mercedes Alcázar Falceto. Inició sus estudios escolares en el Colegio Nacional de Ciencias y Artes del Cusco, y trasladado a Lima, los concluyó en el Colegio Nacional Nuestra Señora de Guadalupe (1927-1930).
Luego ingresó a la Pontificia Universidad Católica del Perú, donde cursó Letras y Derecho. Se graduó de bachiller con la tesis «La naturaleza jurídica y otros aspectos en el derecho civil» (1942), y obtuvo su título de abogado (1943).
Ejerció la docencia en su alma mater, como profesor de Historia Económica General (Facultad de Ciencias Económicas) y de Derecho Comercial Bancario y Economía Monetaria y Bancaria (Facultad de Derecho).
En 1932 empezó a laborar en la Superintendencia General de Bancos, donde ocupó interinamente el cargo de superintendente auxiliar, en dos ocasiones (1951 y 1955). Renunció por ciertos desacuerdos.
En 1952 viajó a Estados Unidos para estudiar la organización de algunas instituciones financieras y bancarias.
Fue miembro de la Academia Nacional de la Historia (1960) y del Colegio de Abogados de Lima.

## Publicaciones principales
- Historia de los bancos en el Perú (1860-1879). Premio Nacional de Fomento a la Cultura correspondiente a estudios históricos (1957).
- El banco de la Emancipación (1960)
- Bancos de rescate (1821-1832) (1963)
- José Payán: un cubano al servicio del Perú (1967)
- Caja de Ahorros de Lima: un siglo al servicio del ahorro (1868-1968) (1968)